# Czeluścin (przystanek wąskotorowy)
Czeluścin – dawny wąskotorowy przystanek kolejowy (Gnieźnieńska Kolej Wąskotorowa) w Czeluścinie, w województwie wielkopolskim, w Polsce. Zlikwidowany w 1984.